# Cuscuta plattensis
Cuscuta plattensis är en vindeväxtart som beskrevs av Aven Nelson. Cuscuta plattensis ingår i släktet snärjor, och familjen vindeväxter. Inga underarter finns listade i Catalogue of Life.